# زنگ گندم
زَنگ گَندُم یا زنگ سیاه گندم یا زنگ سیاه ساقه گندم نام نوعی بیماری غلات است که عامل آن قارچ زنگ گندم (Puccinia graminis) می‌باشد.
تخمین زده می‌شود که ۸۰ درصد انواع گندم کشت شده در آسیا و آفریقا در برابر آفت این قارچ آسیب‌پذیر باشد. این آفت عمدتاً با کمک باد مسافت‌های طولانی در طول قاره‌ها را طی می‌کند.
زنگ سیاه ساقه یکی از بیماری‌های شناخته شده غلات است. تقریباً در تمامی مناطقی که این محصول کشت می‌شوند وجود دارد. Puccinia graminis tritici گندم، پوکسینیا P. g. avenae یولاف، و گونه پوکسینیا P.g.secalis چاودار را آلوده می‌کند. علائم بیماری بیشتر روی ساقه وغلاف برگ‌ها ظاهر می‌شود پهنک برگ و خوشه‌ها نیز ممکن است آلوده شوند. اسپور روی میزبان‌های مختلف غلات تولید می‌شود. یوریدیوسپورها در داخل تاول‌ها یوریدیا توسعه‌یافته پس از مدتی روپوست (اپیدرم) را پاره کرده، توده‌ای از اسپورهای قهوه‌ای مایل به قرمز آشکار می‌شوند. تاول‌های زنگ نواری بزرگتر است.
یوریدیا بیضی شکل یا کشیده و بافت اپیدرم در اطراف آن‌ها پاره شده‌است. تاولها ممکن است در هر دو سطح زیرین و رویی برگ ظاهر شوند. یوریدیوسپورهای P.graminis قهوه‌ای مایل به قرمز، تخم مرغی شکل، با زواید خار مانند هستند. تولید اسپور تا زمانی که گیاه به مرحله رسیدن نزدیک می‌شوند ادامه می‌یابد. با شروع مرحله رسیدن گیاه تولید یوریدیوسپور کاهش می‌یابد. در این زمان تلیوسپورها درون تلیا که در محل یوریدیها در سایر قسمتها تشکیل می‌شود، به وجود می‌آیند. تلیوسپورها دو سلولی، تقریباً سه گوش و به رنگ قهوه‌ای تیره هستند. تلیوسپور قسمتی از پایه خود را همراه داشته، دارای دیواره ضخیم است. سلول انتهایی گرد یا نسبتاً نوک‌دار است. تلیوسپورها اغلب اپیدرم را پاره کرده از ان خارج می‌شوند. در طول زمستان تلیوسپورها در بافت گیاهی باقی مانده یا ممکن است با تولید بازیدیوسپور، به صورت اولین مرحله تولید مثل جنسی به سرببرند. زرشک معمولی Berberis vulgaris گونه‌های جنس ماهونیا Mahonia میزبآن‌های واسط برای Puccinia graminis هستند.
باد، یوریدیوسپورهای زنگ سیاه غلات را به مناطق دوردست منتقل می‌کند. در طی دوره رشد گیاهان میزبان، چرخه‌های تولید یوریدیا هر ۲۱–۱۴ روز تکرار شده، موجب پخش سریع بیماری در مناطق وسیع می‌گردد. این بیماری به همراه زنگ قهوه‌ای شدیداً مورد توجه متخصصان بیماری‌شناسی گیاهی، اصلاح نباتات وسایر دانشمندان است. در گذشته پیدایش نژادهای فیزیولوژیک جدید از طریق تولید مثل جنسی، روی میزبان واسط، زرشک، باعث کاهش شدید محصول می‌شد و کارایی ارقام مقاوم را کاهش می‌داد. در صورت وجود اپیدمی در مرحله سنبله مبارزه انجام شود.

## کنترل زنگ سیاه ساقه
ریشه کنی زرشک و کار حساب شده روی ارقام مقاوم، از جمله عوامل مهم در افزایش پایداری مقاومت به زنگ ساقه و کاهش اپیدمی زنگ هاست.
سایپروکونازول (آلتو) SL 10% نیم لیتر در هکتار)
تبوکونازول (فولیکور) EW 25% یک لیتر درهکتار)
فلوتریافول (ایمپکت) SC 12.5% یک لیتر در هکتار)
پروپیکونازول (تیلت) EC 25% نیم لیتر درهکتار)
کنترل شیمیایی به محض مشاهده اولین علائم کانون کوبی شود. درصورت وجود اپیدمی در مرحله سنبله مبارزه انجام شود.